# Jadwiga Czarnecka
Jadwiga Czarnecka (ur. 27 września 1914 w Łodzi, zm. 9 stycznia 2008 w Warszawie) – polska bibliotekarka.

## Życiorys
Urodziła się w 1914 r. w rodzinie robotniczej Franciszka i Marianny z Proznerów. Po śmierci ojca w 1916 r. matka przeniosła się z Łodzi do Warszawy. Tu w 1929 r. Jadwiga ukończyła 7-klasową szkołę powszechną i podjęła naukę w Prywatnym Seminarium Nauczycielskim Żeńskim Katolickiego Związku Polek, które ukończyła w 1934 r., otrzymując dyplom, uprawniający do nauczania w szkołach powszechnych. Nie pracowała jednak w szkolnictwie. W 1935 r. podjęła naukę w prywatnej Jednorocznej Koedukacyjnej Szkole Bibliotekarskiej Zarządu Miejskiego m. st. Warszawy, prowadzonej przez Bibliotekę Publiczną m.st. Warszawy. W latach 1957–1961 uzupełniła wykształcenie bibliotekarskie, studiując na Uniwersytecie Warszawskim. Tytuł magistra bibliotekoznawstwa otrzymała w 1961 r. na podstawie rozprawy Bibliografia pracy kulturalno-oświatowej 1932–1939. Pracę zawodową podjęła 1 września 1935 r. w Poradni Bibliotecznej Warszawskiego Koła Związku Bibliotekarzy Polskich, którą kierowała znana bibliotekarka i propagatorka czytelnictwa Wanda Dąbrowska. J. Czarnecka pracowała jako bibliotekarka i jednocześnie sekretarka wydawnictw Poradni, w tym „Przewodnika Literackiego i Naukowego”, który ukazywał się cyklicznie od 1935 r. jako bibliografia adnotowana książek dla bibliotek oświatowych. Od 1 listopada 1939 do 1 sierpnia 1944, do wybuchu powstania warszawskiego pracowała w Wypożyczalni Książek Eugenii Malinowskiej. W czasie Powstania prowadziła gospodę żołnierską, ewakuowana do Pruszkowa, zbiegła z transportu i schroniła się we Włochach pod Warszawą. Po wojnie pracowała w instytucjach oświatowych i bibliotekach. Od 1 września 1945 do 15 sierpnia 1946 była zatrudniona w Bibliotece Centralnej Zarządu Głównego Związku Nauczycielstwa Polskiego, następnie do 1949 r. pracowała jako sekretarz wznowionego „Przewodnika Literackiego i Naukowego” w Ludowym Instytucie Oświaty i Kultury. Od grudnia 1949 do kwietnia 1950 pracowała w Dziale Kultury i Oświaty Centralnej Rady Związków Zawodowych na stanowisku starszego instruktora, gdzie prowadziła referat doboru książek dla bibliotek związkowych. Od 1 kwietnia 1950 do 31 grudnia 1951 była zatrudniona jako wizytator ds. bibliotek w Naczelnej Dyrekcji Bibliotek w Ministerstwie Oświaty. Po przeniesieniu spraw bibliotekarskich do Centralnego Zarządu Bibliotek w Ministerstwie Kultury i Sztuki (MKiS) pracowała do 1958 r. na stanowisku wizytatora ds. bibliotek oraz p.o. naczelnika Wydziału Planowania. Od września 1958 do września 1962 r. była naczelnikiem Wydziału Organizacji Bibliotek w Departamencie Pracy Kulturalno-Oświatowej i Bibliotek MKiS. Od 1 września 1962 do 30 kwietnia 1969 jako kustosz dyplomowany była zatrudniona w Bibliotece Publicznej m.st. Warszawy na stanowisku kierownika Ośrodka Instrukcyjno-Metodycznego Bibliotek dla Dorosłych, a następnie instruktora w Dziale Instrukcyjno-Metodycznym ds. sieci bibliotecznej miejskiej i bibliotek szpitalnych. Od 1 maja 1969 do 31 grudnia 1993 pracowała w Instytucie Książki i Czytelnictwa Biblioteki Narodowej na stanowisku st. kustosza dyplomowanego i adiunkta naukowo-badawczego, kierując Sekcją Metodyki Pracy Bibliotek w Zakładzie Bibliotekoznawstwa. 31 lipca 1979 r. przeszła na emeryturę, pracując w niepełnym wymiarze do 31 grudnia 1993 r.
Była instruktorką bibliotek publicznych oraz autorką skryptów, poradników i podręczników dla bibliotek. Prowadziła wykłady z zakresu organizacji bibliotek, warsztatu pracy bibliotecznej, gromadzenia, opracowania i klasyfikacji zbiorów na kursach bibliotekarskich i seminariach, organizowanych przez Ministerstwo Oświaty, MKiS, Państwowy Ośrodek Kształcenia Bibliotekarzy w Jarocinie, Bibliotekę Publiczną m.st. Warszawy.
Jest autorką/współautorką ponad 60 publikacji (w tym 12 książek), wznawianych poradników dla Państwowego Ośrodka Kształcenia Korespondencyjnego Bibliotekarzy, bibliotek fachowych i publicznych. Publikowała na łamach „Poradnika Bibliotekarza” oraz „Bibliotekarza”. Główny kierunek jej zainteresowań to opracowanie treściowe dokumentów i katalogi rzeczowe. Wraz z Henrykiem Sawoniakiem podjęła prace nad uporządkowaniem katalogów rzeczowych według Uniwersalnej Klasyfikacji Dziesiętnej (UKD) w polskich bibliotekach publicznych, przygotowując na podstawie tablic międzynarodowych (Universal Decimal Classification) wykazy symboli UKD i schematy katalogów. W latach 1959–1962 (z przerwą w 1960) była redaktorem naczelnym czasopisma „Bibliotekarz”. Działała w Związku Bibliotekarzy Polskich i Stowarzyszeniu Bibliotekarzy Polskich – w kadencji 1963–1966 była członkiem Zarządu Głównego oraz przewodniczącą Sekcji Bibliotek Powszechnych i Związkowych. W 1997 r. otrzymała godność Członka Honorowego SBP.
Zmarła 9 stycznia 2008 r. w Warszawie, pochowana na cmentarzu parafialnym w Pyrach (kwatera I-7-15).

## Ordery i odznaczenia
- Krzyż Kawalerski Orderu Odrodzenia Polski[9]
- Złoty Krzyż Zasługi (11 lipca 1955)[10]
- Medal 10-lecia Polski Ludowej (19 stycznia 1955)[11]
- Honorowa Odznaka Stowarzyszenia Bibliotekarzy Polskich[1]

## Nagrody i wyróżnienia
- Nagroda III stopnia im. Heleny Radlińskiej[12]

## Książki (według chronologii)
- 555 książek wydanych w okresie powojennym. Warszawa: Ludowy Instytut Oświaty i Kultury, 1946 [współautor Wanda Dąbrowska i Józefa Słomczewska],

- Gromadzenie i ewidencja księgozbioru. Katalogi i katalogowanie. Klasyfikacja zbiorów bibliotecznych. Oprawa, rozmieszczenie i kontrola zbiorów bibliotecznych. Warszawa: Związek Bibliotekarzy i Archiwistów Polskich, 1951–1953 (wyd. poprawione i uzupełnione 1954, 1957, 1967),

- Jak pracować w bibliotece. Wskazówki dla pracowników bibliotek społecznych. Warszawa: Nasza Księgarnia, 1951 [współautor Zofia Rodziewicz],

- Biblioteka fachowa. Warszawa: Wydawnictwa Naukowo-Techniczne, 1952 (wyd. nast. 1956, 1965, 1973, 1978) [współautor Edward Assbury, Tadeusz Bruszewski],

- Katalog rzeczowy w bibliotekach gromadzkich i powiatowych. Warszawa: Biblioteka Narodowa, 1956 [współautor Klara Siekierycz],

- Klasyfikacja i katalog rzeczowy. Warszawa: Państwowy Ośrodek Kształcenia Korespondencyjnego Bibliotekarzy, 1975 (wyd. nast. 1978, 1987, 1988) [współautor Henryk Sawoniak]. Książka otrzymała nagrodę Rektora Uniwersytetu Warszawskiego,

- Organizacja księgozbiorów w wypożyczalniach z wolnym dostępem do półek. Wyniki badań ankietowych. Warszawa: Biblioteka Narodowa, 1975 [współautor Ewa Szałajska],

- Katalog rzeczowy w średnich bibliotekach publicznych. Schemat układu oparty na UKD poprzedzony wstępem metodycznym. Warszawa: SBP, 1977 (wyd. 2, 1978) [współautor Teresa Turowska],

- Uniwersalna Klasyfikacja Dziesiętna FID 546. Warszawa: SBP, 1978 [współautor Henryk Sawoniak],

- Wykaz działów katalogu rzeczowego dla małych bibliotek publicznych. Warszawa: SBP, 1979 (wyd. nast. 1984, 1991),

- Uniwersalna Klasyfikacja Dziesiętna FID 667. Warszawa: SBP, 1988 [współautor Henryk Sawoniak],

- Katalog przedmiotowy na podstawie opisów z „Przewodnika Bibliograficznego”. Warszawa: Biblioteka Narodowa, 1997 (wyd. 2, 2000)[13].